# Nguyên Huệ Vương hậu
Nguyên Huệ Vương hậu (Hangul: 원혜태후, chữ Hán: 元惠太后; ? – 31 tháng 7 năm 1022) là Vương hậu thứ 4 của vua Cao Ly Hiển Tông.
Bà là con gái thứ hai của Kim Ân Phó (金殷傅) và An Sơn Quận Đại phu nhân (安山郡大夫人) họ Lý, là em gái của Nguyên Thành Vương hậu, chị gái của Nguyên Bình Vương hậu, là những người vợ khác của Hiển Tông.
Năm 1010, trong khi Cao Ly chiến tranh với nhà Liêu (Khiết Đan), vua Cao Ly Hiển Tông phải bỏ Khai Thành chạy về phía nam đến Naju, Jeolla-do. Hiển Tông đã ở lại qua đêm tại Gongju, Chungcheongnam-do tại nhà của Kim Ân Phó và Kim Ân Phó đã chào đón ông ta và lệnh cho chị bà là Nguyên Thành Vương hậu phục vụ Hiển Tông một cách thoải mái. Người ta cũng nói rằng Nguyên Thành Vương hậu đã may và tặng quần áo cho Hiển Tông. Ngoài ra Hiển Tông cũng gặp thêm bà và người em gái của bà.
Theo Cao Ly sử, bà cùng với chị bà là Nguyên Thành Vương hậu vào cung Khai Thành lần đầu tiên vào năm 1011. Bà được Hiển Tông phong làm An Phúc Cung chúa (안복궁주, 安福宮主) khi sống tại An Phúc cung (안복궁, 安福宮). 
Năm 1017 bà hạ sinh Hiếu Tư Vương hậu, người sau này lấy anh cùng cha khác mẹ là Vương Khâm (vua Cao Ly Đức Tông).
Ngày 29 tháng 12 năm 1019, bà hạ sinh vương tử Vương Huy, sau này trở thành là vua Cao Ly Văn Tông. Năm 1020, bà được Hiển Tông đổi từ An Phúc Cung chúa thành Diên Đức Cung chúa' (연덕궁주, 延德宮主) khi bà chuyển đến Diên Đức cung (연덕궁, 延德宮).
Năm 1021, bà hạ sinh Vương Cơ (sử gọi là Tĩnh Giản Vương).
Ngày 31 tháng 7 năm 1022, bà qua đời. Năm 1025 bà được Cao Ly Hiển Tông truy phong thành Vương hậu, ban thụy Nguyên Huệ. Năm 1027 bà được Hiển Tông ban thụy hiệu là Bình Kính, nên bà cũng được gọi là Bình Kính Vương hậu (평경왕후, 平敬王后), và được chôn cất tại Hoài lăng (회릉, 懷陵).
Khi lên ngôi vua vào năm 1046, Cao Ly Văn Tông (con trai lớn của bà) truy tôn bà thành Vương thái hậu (왕태후, 王太后). 

## Hậu duệ
- Hiếu Tư Vương hậu (효사왕후; 1017? - ), Cao Ly Đức Tông Vương Khâm nguyên phối.
- Cao Ly Văn Tông Vương Huy (고려 문종 왕휘; 1019 – 1083)
- Tĩnh Giản vương Vương Cơ (정간왕 왕기; 1021 – 1069). Sơ phong Khai Thành Quốc công (開城國公), Bình Nhưỡng công (平壤公). Khi mất mới truy phong tước Vương.
  - Con gái là Trinh Ý Vương hậu (정의왕후), vợ của Cao Ly Thuận Tông.

## Trong văn hóa đại chúng
- Được đóng bởi Park Hye-bin trong bộ phim truyền hình KBS2 năm 2009 Empress Cheonchu.